# نيكول هانا جونز
نيكول شيري هانا جونز (9 أبريل 1976)، صحفية استقصائية أمريكية معروفة بتغطيتها للحقوق المدنية في الولايات المتحدة. في أبريل من عام 2015، أصبحت كاتبة في نيويورك تايمز. في عام 2017، حصلت على زمالة ماك آرثر وفي عام 2020 فازت بجائزة بوليتزر عن عملها في مشروع 1619.

## حياتها المبكرة
وُلدت هانا جونز في واترلو، لوالدها ميلتون، أمريكي من أصل أفريقي، ووالدتها شيريل إيه نوفوتني، وهي بيضاء من أصل تشيكي وإنجليزي. هانا جونز هي الثانية من بين ثلاث أخوات. في عام 1947، غادر والد هانا جونز، وهو في الثانية من عمره، مع والدته وشقيقه الأكبر، غرينوود، في منطقة دلتا المسيسيبي، متجهين شمالًا بالقطار إلى آيوا، كما فعلت العديد من العائلات الأمريكية الأفريقية الأخرى، لتجنب حياة قطف القطن في المجتمع الإقطاعي.
التحقت هانا جونز وشقيقتها بمدارس للبيض كجزء من برنامج طوعي بهدف إلغاء الفصل العنصري. التحقت بمدرسة واترلو ويست الثانوية، وهناك عملت كاتبة في صحيفة المدرسة الثانوية وتخرجت منها في عام 1994.
حصلت هانا جونز على درجة البكالوريوس في التاريخ والدراسات الأفريقية الأمريكية من جامعة نوتردام في إنديانا في عام 1998.
تخرجت من كلية هوسمان للصحافة والإعلام في جامعة نورث كارولينا بدرجة الماجستير في عام 2003، وكانت زميلة روي إتش بارك.

## مهنتها

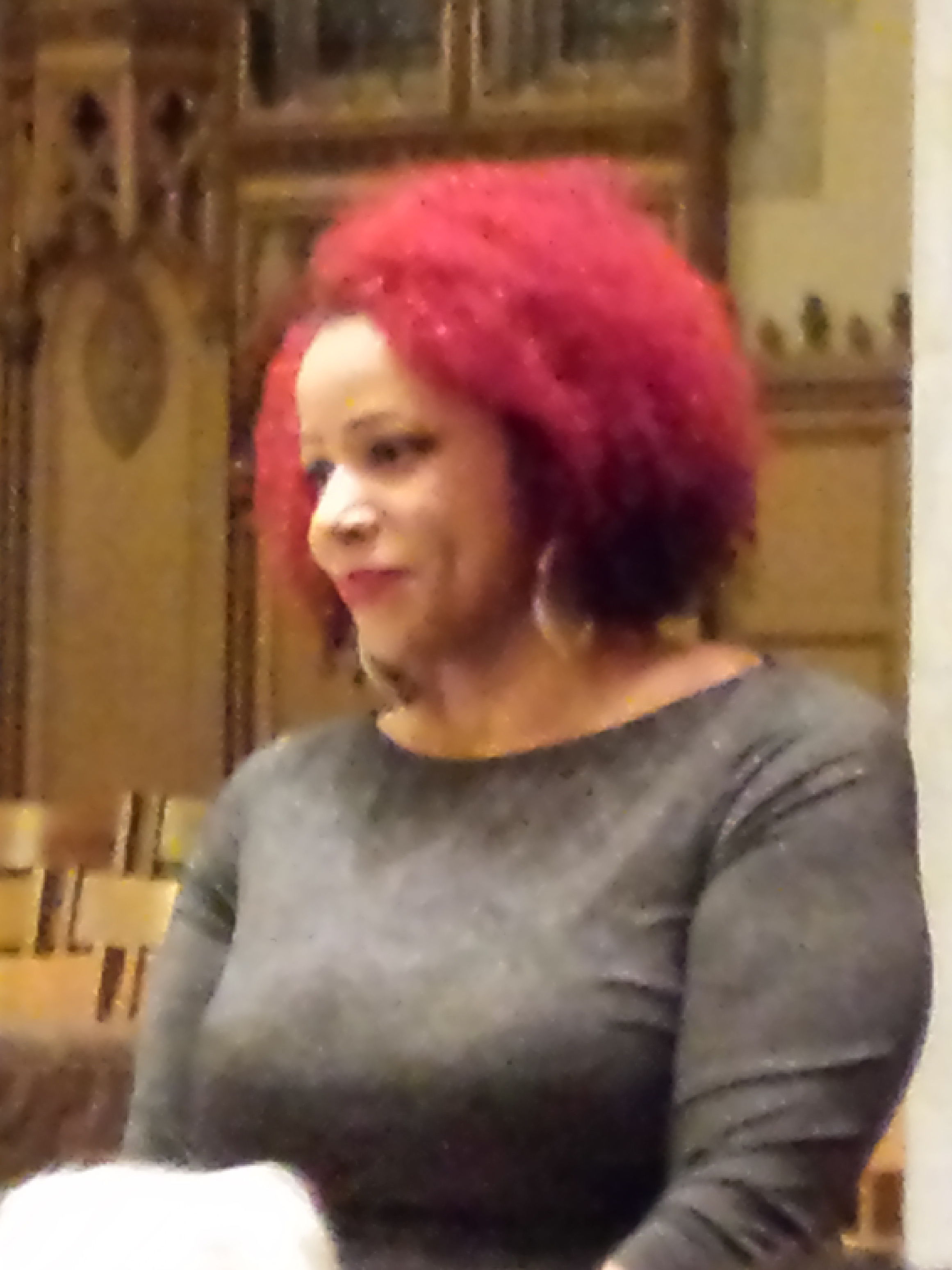
هانا جونز مع الحضور بعد إلقاء محاضرة في روتشستر، نيويورك

في عام 2003، بدأت هانا جونز حياتها المهنية في تغطية أحداث التعليم لمدة ثلاث سنوات في مدارس دورهام العامة ذات الأغلبية الأفريقية الأمريكية.
في عام 2006، انتقلت هانا جونز إلى بورتلاند بولاية أوريغون، إذ كتبت في صحيفة أوريغونيان لمدة ست سنوات. خلال هذا الوقت، عملت في مهام شملت الخصائص الديمغرافية ثم الحكومة والإحصاء.
في عام 2007، للاحتفال بالذكرى الأربعين لأعمال الشغب في واتس عام 1965، كتبت هانا جونز عن تأثيرها على المجتمع من أجل اللجنة الاستشارية الوطنية للاضطرابات المدنية، والمعروفة أيضًا باسم لجنة كيرنر.
من عام 2008 إلى عام 2009، تلقت هانا جونز زمالة من معهد الدراسات الصحفية المتقدمة والتي مكنتها من السفر إلى كوبا لدراسة الرعاية الصحية الشاملة والنظام التعليمي في كوبا تحت قيادة راؤول كاسترو.
في عام 2011، انضمت إلى المنظمة الإخبارية غير الربحية بروبابليكا، ومقرها في مدينة نيويورك، إذ غطت أخبار الحقوق المدنية واستمرت في البحث الذي بدأته في ولاية أوريغون حول إعادة التخطيط والتقارير الاستقصائية المتعمقة حول عدم إنفاذ قانون الإسكان العادل للأقليات.
انتُخبت هانا جونز كعضو في الأكاديمية الأمريكية للفنون والعلوم في عام 2021.

### نيويورك تايمز
في عام 2015، أصبحت هانا جونز مراسلة العاملين في صحيفة نيويورك تايمز.
كتبت هانا جونز عن موضوعات مثل إلغاء الفصل العنصري في المدارس الأمريكية والإسكان، وتحدثت عن هذه القضايا في البث الإذاعي العام الوطني.
كان عملها في عدم المساواة العرقية مؤثرًا بشكل خاص واستُشهد به على نطاق واسع. قدمت هانا جونز تقريرًا عن المنطقة التعليمية بسبب حادثة إطلاق النار على المراهق مايكل براون، وهي واحدة من أكثر المناطق عزلًا وفقرًا في ولاية ميسوري بأكملها.
كانت هانا جونز زميلة إيمرسون لعام 2017 في مؤسسة أمريكا الجديدة، وعملت على كتاب (المشكلة التي نعيشها جميعًا) عن الفصل في المدارس، الذي من المقرر إصداره في يونيو 2020.

## وصلات خارجية
- الموقع الرسمي
- nhannahjonesعلى تويتر.
- نيكول هانا جونز في قاعدة بيانات الأفلام على الإنترنت